# Polska Orkiestra Kameralna
Polska Orkiestra Kameralna – polska orkiestra działająca w latach 1972–1983, a następnie od 2002 roku .

## Historia
Polska Orkiestra Kameralna wyłoniła się w 1972 z zespołu Warszawskiej Opery Kameralnej, pod swoją nazwą zaczęła występować rok później. Od początku na jej czele stanął dyrygent Jerzy Maksymiuk. Funkcjonowała najpierw w ramach Warszawskiej Opery Kameralnej (1972–1979), potem Stołecznej Estrady (1979–1982), a następnie Centrum Sztuki Studio – Teatr Galeria (1982–1983).
Pierwotnie stały skład orkiestry stanowiły wyłącznie instrumenty smyczkowe, dopiero w 1982 zaczęła poszerzać się o grupę dętą, tworzoną jednak przez muzyków niezatrudnionych na etacie. W jej składzie przed rozwiązaniem w 1983 występowali tacy muzycy, jak Grzegorz Kozłowski, Andrzej Staniewicz, Paweł Gadzina, Jerzy Klocek, Ewa Wasiółka, Zbigniew Wytrykowski, Krzysztof Mróz, Włodzimierz Żurawski, Robert Dąbrowski, Józef Kolinek, Jan Stanienda i Wiesław Kwaśny.
W 1984, poszerzona na potrzeby wykonywania repertuaru symfonicznego, przekształciła się w Sinfonię Varsovię. Została reaktywowana w 2002, występując pod kierownictwem Nigela Kennedy'ego. Od 2008 działa w ramach Sinfonii Varsovii i występuje bez stałego dyrygenta . 
Współpracowała z takimi dyrygentami, jak Charles Dutoit, Yehudi Menuhin i Mstisław Rostropowicz .

## Dyrygenci
- Jerzy Maksymiuk (1972–1983)
- Nigel Kennedy (2002–2008)

## Wybrana dyskografia
- Rossini. Die sechs Streichersonaten; Jerzy Maksymiuk, Polska Orkiestra Kameralna (EMI 1982: CDZ 25 2353 2)
- Béla Bartók – Divertimento für Streicherorchester. Benjamin Britten – Variationen über ein Thema von Frank Bridge; Jerzy Maksymiuk, Polska Orkiestra Kameralna (Musikproduktion Dabringhaus und Grimm 1985: MD+G L 3180)
- Polnisches Kammerorchester – Polish Chamber Orchestra. Gustav Holst – Edward Elgar – Benjamin Britten; Volker Schmidt-Gertenbach, Polska Orkiestra Kameralna (APERTO 1987: apo 86 423)
- Mozart. Piano Concertos – Klavierkonzerte: No. 9, K. 271 'Jeunehomme'. No. 12, K. 414; Fou Tsong, Polska Orkiestra Kameralna (DECCA / The Linfair Magnetic Sound 1987: LFD-1001)
- Jerzy Maksysmiuk. Polska Orkiestra Kameralna – Jarzębski. Bacewicz. Górecki. Mozart; Jerzy Maksymiuk, Polska Orkiestra Kameralna (CD Accord 1996: ACD 023)